# Playa San Mateo
La Playa San Mateo es una de las escasas playas que tiene la ciudad de Valparaíso, ya que gran parte del litoral está ocupado por el puerto. Se ubica a un costado del molo de Abrigo y del antiguo fuerte-batería Esmeralda, en los inicios de la avenida Altamirano, en su desplazamiento hacia Playa Ancha.
La playa comenzó a emerger de manera artificial a finales de la década de los sesenta, como resultado de una ampliación determinada por la Municipalidad de Valparaíso. El recinto cuenta con camarines, duchas, salvavidas y quioscos de expendio de refrescos y comida. 
La playa es empleada, ocasionalmente, por la Armada de Chile, para la ejecución de ejercicios de adiestramiento y desembarco de tropas y de vehículos anfibios y terrestres. En su entorno se llevan a cabo también instrucciones de inmersión por la misma Armada.
- Datos: Q6078499
- Multimedia: Playa San Mateo / Q6078499